# Androsace gmelinii
Androsace gmelinii är en viveväxtart som först beskrevs av Carl von Linné, och fick sitt nu gällande namn av Johann Jakob Roemer och Schult. Androsace gmelinii ingår i släktet grusvivor, och familjen viveväxter. Utöver nominatformen finns också underarten A. g. geophila.